# Matteo da Bascio
Matteo da Bascio, nascut com a Matteo Serafini (Bascio, Pennabili, ca. 1495 - Venècia, 6 d'agost de 1552) va ser un religiós italià, fundador i primer superior de l'Orde de Frares Menors Caputxins.

## Biografia
Nascut a Bascio, municipi de Pennabilli, es va fer franciscà de la branca dels observants al convent de Montefiorentino de Frontino. S'ordenà sacerdot el 1525. Desitjava que la regla franciscana tornés al seu rigor original i el 1525 va deixar el seu convent i obtingué del papa Climent VII el privilegi personal de vestir un hàbit llarg de teixit bast i aspre, com el que havia dut Francesc d'Assís, però amb una caputxa més llarga i punxeguda, i d'observar rígidament la regla en pobresa absoluta, fent vida eremítica i predicant lliurement.
L'exemple va tenir nombrosos seguidors que volien restaurar l'esperit fundacional franciscà, donant lloc a la institució d'un nou orde, el de Frares Menors Caputxins, anomenats així per la caputxa de l'hàbit. Amb el suport de la duquessa Caterina Cybo de Camerino va ser aprovat pel papa el 3 de juliol del 1528 amb la butlla Religionis zelus.

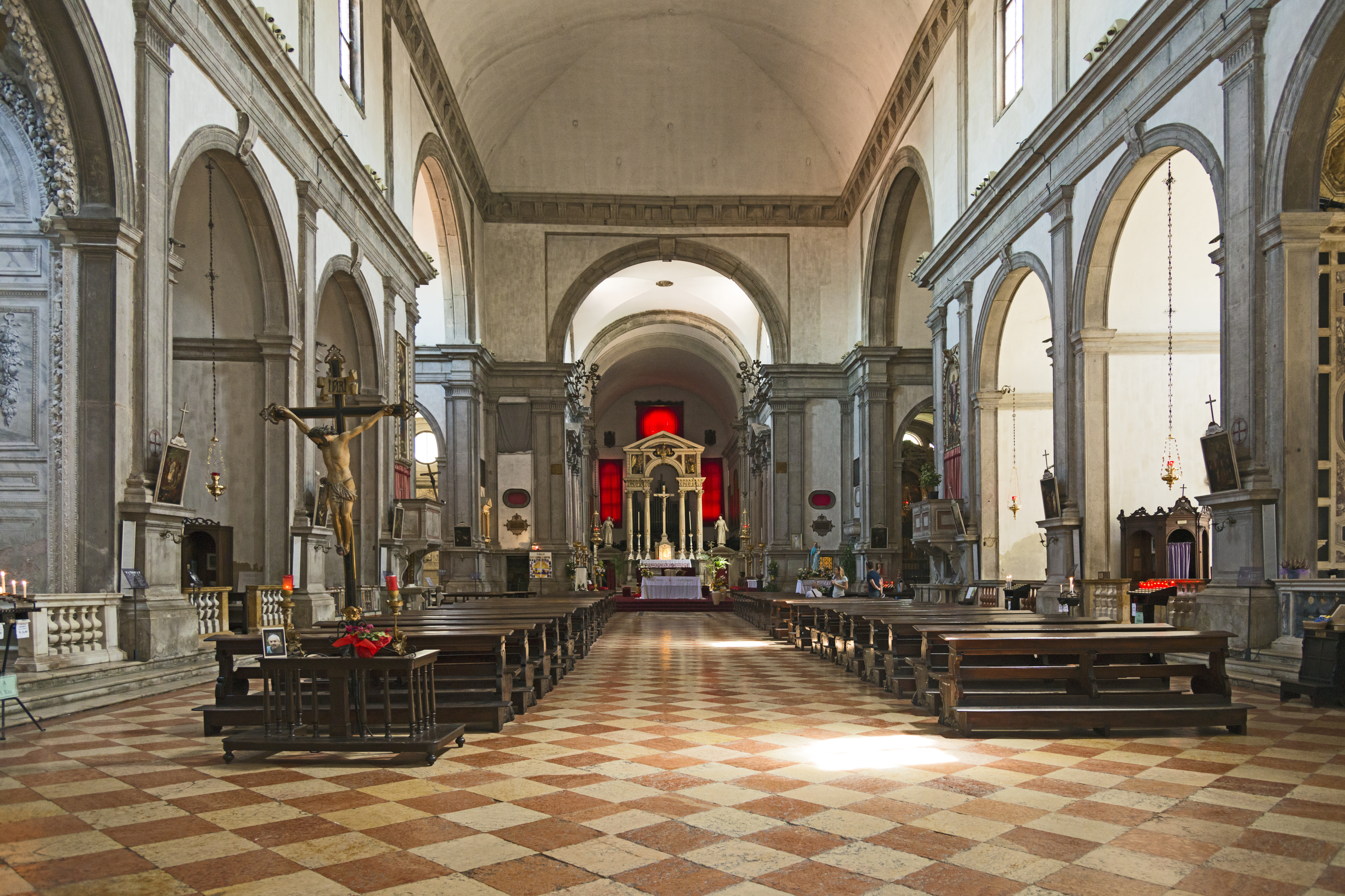
S. Francesco della Vigna, de Venècia, on és enterrat Matteo da Bascio.

Al primer capítol general de l'orde, celebrat l'abril del 1529 a Santa Maria dell'Acquarella d'Albacina, a Fabriano, va ser elegit primer superior general per aclamació. Va visitar les comunitats establertes i, poc després, va dimitir del càrrec. Cap al 1537 va decidir tornar a l'obediència dels observants que havia deixat anys abans, pel temor d'ésser censurat per l'Església; de fet, va haver-hi veus contràries a la nova reforma, i alguns decrets i butlles s'hi van promulgar en contra.
Va ser un orador brillant i va contribuir notablement al moviment de reforma de la vida religiosa del segle xvi a Itàlia i Alemanya, on també predicà. Va morir a Venècia, a l'església de San Moisè.

## Veneració
Va ser sepultat a l'església de San Francesco della Vigna, a la mateixa ciutat, amb reputació de sant. No obstant això i el fet que habitualment és anomenat beat, no ha estat canonitzat ni tan sols beatificat.
En part, va ser vist per sectors eclesiàstics com un visionari i això n'impedia l'obertura de la causa de beatificació. És un cas poc freqüent: els caputxins són l'únic orde religiós antic cap dels fundadors del qual no rep cap mena de veneració per part de l'Església.